# Cue, Western Australia
Cue är en ort i Australien. Den ligger i kommunen Cue och delstaten Western Australia, omkring 540 kilometer norr om delstatshuvudstaden Perth.
Trakten runt Cue är nära nog obefolkad, med mindre än två invånare per kvadratkilometer.. Det finns inga andra samhällen i närheten. 
Omgivningarna runt Cue är i huvudsak ett öppet busklandskap. Genomsnittlig årsnederbörd är 281 millimeter. Den regnigaste månaden är januari, med i genomsnitt 73 mm nederbörd, och den torraste är augusti, med 3 mm nederbörd.